# Saw IV
Saw IV, conosciuto anche col titolo Saw IV - Il gioco continua in Italia, è un film del 2007 diretto da Darren Lynn Bousman. Il film ha debuttato il 26 ottobre 2007 negli USA, mentre in Italia è uscito il 30 aprile 2008.

## Trama
Quando i medici che stanno sottoponendo ad autopsia John "Jigsaw" Kramer trovano un'audiocassetta rivestita di cera nel suo stomaco, chiamano la polizia e così il Det. Mark Hoffman, arrivato all'obitorio, ascolta la voce di John avvisarlo che, nonostante sia morto, il gioco non è finito bensì appena cominciato.
Due uomini, Art Blank e Trevor, a cui sono stati cuciti rispettivamente le labbra e le palpebre (rendendo impossibile la comunicazione tra loro), si risvegliano nella cripta di un cimitero incatenati a un dispositivo che, accidentalmente attivato, inizia ad avvolgere le catene. Art, notata una chiave al collo di Trevor, cerca di prenderle ma l'uomo, non vedendo, fraintende le intenzioni dell'altro, che non può parlare, e lo attacca, per poi morire per mano di Art che lo colpisce alla testa con un martello per poi recuperare la chiave e liberarsi.
Poco dopo il Det. Hoffman e il Ten. Daniel Rigg trovano il cadavere della Det. Kerry per poi venir raggiunti dagli agenti dell'FBI Peter Strahm e Lindsay Perez che deducono che Amanda Young, la nota apprendista dell'Enigmista, non avrebbe potuto trasportarla da sola e che quindi ci dev'essere un secondo complice. È così che Rigg, dopo aver riguardato la registrazione dell'interrogatorio di Jill Tuck, l'ex moglie di John, torna a casa dove viene rapito e portato in un luogo dove il pupazzo Billy lo informa che il Det. Eric Matthews è ancora vivo ma è appeso ad una corda su una lastra di ghiaccio in una stanza col Det. Hoffman legato ad una sedia elettrica e che se Rigg vuole salvarlo dovrà superare quattro trappole in 90 minuti.
Nel primo test, Rigg trova la criminale Brenda legata a una trappola che le farà lo scalpo così Rigg la salva ma lei, per paura di essere arrestata e sotto il consiglio della registrazione rivolta a lei, attacca Rigg con un coltello che si trova costretto a ucciderla. Nella prova successiva Rigg deve far finire in una trappola lo stupratore e assassino seriale Ivan Landsness, assolto in ben tre processi nonostante i video e le foto, che, per salvarsi dovrà cavarsi gli occhi ma non ce la fa così la trappola lo smembra. Per la terza prova Rigg viene portato nella scuola elementare dove un tempo investigò sugli abusi a una bambina inflittele dal preside Rex che però fu difeso dalla moglie Morgan e dall'avvocato Art Blank che accusò Rigg di aver picchiato Rex; qui Rigg trova Morgan e Rex infilzati da degli spuntoni di metallo e Morgan, per salvarsi, non esita a estrarsi gli spuntoni collocatole in punti per lei non vitali ma mortali per il marito. 
Nel frattempo, Strahm e Perez, scoperto che Rigg è sparito ma sospettando che sia lui il complice di Jigsaw, prima interrogano Jill Tuck, scoprendo che il matrimonio finì quando Jill perse Gideon, il figlio che aspettava, a causa di un colpo infertole dal tossicodipendente Cecil Adams (prima vittima dei giochi sadici di John) durante un furto di farmaci, poi vanno al motel di Ivan dove scoprono che la stanza dove giace il suo cadavere è stata prenotata dall'avvocato Art Blank - ex socio di John, avvocato di Rex quando accusò Rigg di aggressione e superstite della trappola della cripta - e, infine, vanno alla scuola dove il pupazzo Billy, dopo aver insinuato che Strahm ucciderà un uomo innocente, esplode ferendo la Perez, inoltre si scopre che i detective Matthews e Hoffman sono sorvegliati da Art, anche lui con una trappola al collo, che dà una pistola a Eric.
È così che mentre Strahm, intuito che l'ultima prova di Rigg si svolgerà nel primo palazzo costruito da John, cioè il Gideon Meatpacking, ci va e, dopo aver trovato i cadaveri di John, Amanda e la Dr.ssa Lynn Denlon, morti da poco, uccidere Jeff Denlon perché gli ha puntato la pistola che però è scarica - Strahm uccide quindi un uomo innocente - Rigg, effettivamente arrivato al Gideon Meatpacking, sebbene venga invitato da tutti a non entrare - se la porta verrà aperta prima dello scadere dei 90 min. il test sarà fallito e moriranno - e addirittura Matthews, per fermarlo, gli spari attraverso il vetro, lui, ossessionato dal bisogno di salvare tutti, la apre innescando un meccanismo che sfracella la testa di Matthews per poi, dopo aver ucciso Art per auto-difesa, accendere il registratore e scoprire il tranello della porta proprio mentre Hoffman, che non è davvero legato alla sedia, si alza e, rivelato di essere lui l'altro seguace di Jigsaw, se ne va lasciando Rigg a morire dissanguato non prima però di aver chiuso Strahm nella stanza coi cadaveri di John, Amanda, Lynn e Jeff.
Il film finisce così come era cominciato, col Det. Hoffman all'obitorio, rivelando così che Saw IV si è svolto lo stesso giorno di Saw III.

## Produzione
I creatori della serie James Wan e Leigh Whannell osteggiarono inizialmente la produzione del quarto capitolo volendosi dedicare ad altri progetti, ma dopo i risultati eccelsi del film precedente diedero vita alle prime bozze.
Saw IV è entrato in pre-produzione il 12 febbraio 2007, con la decisione di produrre un capitolo annuale della serie.
Durante la pre-produzione furono iniziate delle contrattazioni con David Moreau e Xavier Palud per il ruolo di regista, dopo le conclusioni negative dei negoziati fu assunto Darren Lynn Bousman come regista.
In un'intervista riguardante la produzione del film, Darren Lynn Bousman ha detto: 
 Durante la fase di produzione è ritornato il 90% del personale tecnico dei precedenti capitoli.
Le riprese del film sono state effettuate a Toronto dal 16 aprile 2007 al 30 maggio 2007. La post-produzione è iniziata il 19 maggio 2007 ed è finita nel corso di agosto dello stesso anno.

## Distribuzione

### Censura
Analogamente al 2º e 3º capitolo, il film è stato vietato ai minori di 14 anni, soprattutto per le numerose sequenze horror e splatter.

## Accoglienza

### Incassi
Il film, di fronte ad un budget di 10000000 $, ha incassato a livello mondiale 139352633 $, di cui 31.756.764 nel week end d'esordio.

### Critica
Sul sito aggregatore Rotten Tomatoes detiene il 17% delle recensioni professionali positive, basato su 78 recensioni e con un voto medio di 3.7 su 10. Su Metacritic detiene una valutazione di 36 su 100, basata su 16 recensioni.
Su IMDb detiene un punteggio di 5,9 su 10.

## Promozione
(Tagline del film)

## Colonna sonora
Nella colonna sonora del film è presente la canzone I.V. eseguita dal gruppo giapponese X Japan e composta dal leader pianista/batterista Yoshiki, la quale segna il ritorno della band dopo 10 anni di inattività. La canzone tuttavia non fu inclusa nella versione CD della colonna sonora ufficiale, ma unicamente nella versione pubblicata sull'iTunes Store.